# أم حارتين (السويداء)
أم حارتين قرية سوريّة صغيرة تتبع محافظة السويداء، تبعد عن دمشق 52 كم وعن السويداء 48 كم. تتوسط القرية منطقة وادي اللواء وتقع كحد فاصل بين اللجاة والسهل، يحدها من الشرق مطار خلخله العسكري وطريق دمشق-السويداء ومن الجنوب قرية خلخلة ومن الغرب اللجاة ومن الشمال قرية حزم، تعتمد على زراعة الحبوب بشكل رئيسي، كالقمح والشعير، وتزرع زراعة بعلية. تم حديثًا حفر آبار جوفية لمياه الشرب فبدأ السكان يزرعون الأشجار وبشكل خاص الزيتون. احتضنت الثوار في أيام الثورة السورية الكبرى، عانت هذه القرية من الهجرة نحو المدينة بسبب الجفاف وقلة فرص العمل. وقد مدت الوطن بالعديد من الكفاءات.

## أعلام
- سميرة توفيق